# Labidoplax
Labidoplax is een geslacht van zeekomkommers uit de familie Synaptidae.

## Soorten
- Labidoplax buskii (McIntosh, 1866)
- Labidoplax georgii Smirnov, 1997
- Labidoplax media Östergren, 1905
- Labidoplax similimedia Gage, 1985
- Labidoplax southwardorum Gage, 1985